# Andrea Piccolo
Andrea Piccolo (Magenta, región de Lombardía, 23 de marzo de 2001) es un ciclista italiano.

## Biografía
Piccolo participa en su primera gran vuelta durante la Vuelta a España 2023. Debido a las condiciones meteorológicas consideradas peligrosas durante la segunda etapa, la dirección de carrera decide congelar la clasificación general a 9 kilómetros del final del día. En ese momento, Piccolo era el corredor mejor clasificado en una escapada con una ventaja de 20 segundos sobre el pelotón. Al final de la etapa, se pone el maillot rojo de líder de la clasificación general.
El 21 de junio de 2024 fue rescindido su contrato con el equipo EF Education-EasyPost de manera unilateral tras haber sido detenido por llevar hormona del crecimiento. Unos meses atrás había sido suspendido de manera interna por haber consumido un somnífero sin autorización del equipo.

## Palmarés
2021
- Ruota d'Oro

## Resultados en Grandes Vueltas
Durante su carrera deportiva ha conseguido los siguientes puestos en las Grandes Vueltas:
| Carrera | Carrera         | 2020 | 2021 | 2022 | 2023 | 2024 |
| ------- | --------------- | ---- | ---- | ---- | ---- | ---- |
|         | Giro de Italia  | —    | —    | —    | —    | Ab.  |
|         | Tour de Francia | —    | —    | —    | —    | —    |
|         | Vuelta a España | —    | —    | —    | 69.º | —    |

—: no participa

Ab.: abandono

## Equipos
- Team Colpack Ballan (2020)
- Astana-Premier Tech (2021)[3]
- Gazprom-RusVelo (2022)[4]
- Drone Hopper-Androni Giocattoli (2022)[5]
- EF Education First (2022-2024)[6]